# Désert de Sechura
Le désert de Sechura est un désert côtier situé au sud de la région de Piura au Pérou, le long de la côte est de l'océan Pacifique et s'étendant jusqu'aux contreforts des Andes.

## Localisation et étendue
Au Pérou, le désert est décrit comme la bande qui longe la côte nord du Pacifique du Pérou dans les régions de Piura sud et de Lambayeque ouest, et qui s'étend de la côte à 20-100 km à l'intérieur des terres jusqu'aux crêtes secondaires de la Cordillère des Andes. À son extrémité nord, près de la ville de Piura, le désert de Sechura fait la transition avec l'écorégion des forêts sèches de Tumbes-Piura. Comprenant une grande partie de la région orientale de Lambayeque, cet habitat est composé de forêts sèches équatoriales. La superficie totale du désert de Sechura est de 5 000 km2.

## Géographie et activités
La dépression de Bayóvar, qui est le point le plus bas du Pérou et de tous les tropiques du Sud, est située dans ce désert.
Les nombreux petits cours d'eau qui traversent le Sechura ont permis l'établissement de colonies humaines autochtones préhistoriques pendant des millénaires. Un certain nombre de cultures urbaines ont prospéré, notamment la culture Moche. Les Moches se nourrissaient de poissons, de cochons d'Inde, de camélidés, de courges et de cacahuètes. La culture Sican (vers 800-1300 de notre ère) a succédé à la Moche et a développé des techniques raffinées d'orfèvrerie à la cire perdue.
Les rivières permettent une agriculture irriguée intensive sur les terres basses fertiles. Deux des cinq plus grandes villes du Pérou, dont Piura et Chiclayo, se trouvent dans la région agricole du nord.

## Histoire
Bien qu'il s'agisse d'un désert, le Sechura a été soumis aux inondations des rivières et aux tempêtes venues de l'océan Pacifique. En 1728, un tsunami généré par un tremblement de terre a balayé les terres, détruisant la ville de Sechura, alors située plus près de l'eau. Les survivants se sont déplacés vers l'intérieur des terres et ont rétabli la ville à son emplacement actuel.
Pendant les années El Niño, des inondations se produisent régulièrement dans le désert. En 1998, le ruissellement des rivières en crue s'est déversé dans le désert côtier de Sechura. Là où il n'y avait rien d'autre que des déchets arides et durs depuis 15 ans, s'est soudainement développé le deuxième plus grand lac du Pérou : 145 km de long, 32 km de large et 3 m de profondeur, avec des dômes de sable et d'argile desséchés qui émergent occasionnellement de la surface.

## Climat
Le désert péruvien présente une faible amplitude thermique en raison de l'effet modérateur de l'océan Pacifique tout proche. En raison de la remontée des eaux côtières froides et de la subsidence atmosphérique subtropicale, le désert est l'un des plus arides de la planète.
L'été (de décembre à mars) est chaud et ensoleillé avec des températures supérieures à 35 °C (95 °F) pendant la journée, et des températures moyennes supérieures à 24 °C (75 °F). En hiver (de juin à septembre), le temps est frais et nuageux avec des températures qui varient de 16 °C (61 °F) la nuit à 30 °C (86 °F) le jour.